# Вест-Портсмут (Огайо)
Вест-Портсмут (англ. West Portsmouth) — переписна місцевість (CDP) в США, в окрузі Сайото штату Огайо. Населення — 2928 осіб (2020).

## Географія
Вест-Портсмут розташований за координатами 38°46′12″ пн. ш. 83°2′21″ зх. д. / 38.77000° пн. ш. 83.03917° зх. д. (38.769927, -83.039149).  За даними Бюро перепису населення США в 2010 році переписна місцевість мала площу 12,19 км², з яких 12,19 км² — суходіл та 0,01 км² — водойми.

## Демографія
Згідно з переписом 2010 року, у переписній місцевості мешкало 3149 осіб у 1236 домогосподарствах у складі 871 родини. Густота населення становила 258 осіб/км².  Було 1401 помешкання (115/км²).
Расовий склад населення:
| - 96,6 % — білих - 0,6 % — корінних американців - 0,3 % — чорних або афроамериканців - 0,1 % — азіатів |

До двох чи більше рас належало 2,0 %. Частка іспаномовних становила 1,4 % від усіх жителів.
За віковим діапазоном населення розподілялося таким чином: 23,3 % — особи молодші 18 років, 62,2 % — особи у віці 18—64 років, 14,5 % — особи у віці 65 років та старші. Медіана віку мешканця становила 39,1 року. На 100 осіб жіночої статі у переписній місцевості припадало 93,3 чоловіків;  на 100 жінок у віці від 18 років та старших — 88,7 чоловіків також старших 18 років.
Середній дохід на одне домашнє господарство  становив 41 688 доларів США (медіана — 33 732), а середній дохід на одну сім'ю — 48 999 доларів (медіана — 37 443). Медіана доходів становила 42 598 доларів для чоловіків та 24 805 доларів для жінок. За межею бідності перебувало 18,2 % осіб, у тому числі 24,0 % дітей у віці до 18 років та 16,5 % осіб у віці 65 років та старших.
Цивільне працевлаштоване населення становило 992 особи. Основні галузі зайнятості: освіта, охорона здоров'я та соціальна допомога — 35,0 %, роздрібна торгівля — 14,2 %, мистецтво, розваги та відпочинок — 12,0 %, будівництво — 11,4 %.